# 去你的夏天
《去你的夏天》（英語：Summer Sucks）是美国动画电视剧《南方公园》第二季的第八集，也是该剧的第21集，最初于1998年6月24日在美国喜剧中心频道播出。本集由该剧联合创作人特雷·帕克和南希·皮曼托共同编剧，帕克执导。乔纳森·卡茨在本集中客串出演。剧中，夏天来临，南方公园镇为了庆祝独立日，建造并点燃了一条巨型蛇形烟花，因为普通烟花是非法的。金博和内德前往墨西哥寻找烟花，而这条巨蛇正威胁着要摧毁这个国家。与此同时，加里森先生正努力应对失去手偶帽子先生的痛苦。

## 劇情
夏天来到南方公园，男孩们却因为无法进行冬季活动而感到不满。雪上加霜的是，科罗拉多州在北公园一名儿童被炸断手臂后，通过了一项全州范围内的烟花禁令。为此，金博和内德前往墨西哥购买非法烟花。与此同时，麦克丹尼尔斯市长发现蛇仍然合法，于是为庆祝独立日，特意制作了史上最大的蛇形烟花。直到点燃后，市长才开始担心它的保质期；询问制造商后，他们发现它无法熄灭，要到第二年11月才会燃尽。烟灰飘散到城镇和乡村，摧毁了沿途的一切；肯尼被蛇形烟花炸飞，导致一组看台倒塌，压在地上而丧生。
与此同时，加里森先生开始精神崩溃，因为他的同伴帽子先生失踪了。他在纽约市见到了卡兹医生，医生说他是同性恋，而帽子先生实际上是他“试图出柜”的同性恋倾向。加里森粗鲁地把他赶走了，就在这时，一条巨蛇咬死了他。卡特曼此时正在上游泳课，但不得不应付在泳池里小便的一年级学生。金博和内德在金博不小心透露他们携带非法烟花后被边境巡逻队抓获，但他们设法逃脱（多亏了蛇），并带着烟花回到了南方公园。
男孩们终于拿到了他们的烟花，当他们燃放烟花时，他们摧毁了蛇的踪迹。烟灰像雪一样落到地上，人们用黑色的烟灰参加冬季活动。加里森先生带着新伙伴——树枝先生回来了。在此期间，卡特曼作为泳池里唯一的人，决定从浅水区一直游到深水区。他成功了，但一年级的学生们回来后立刻把泳池里的水都变成了尿液，这让他非常愤怒。杰罗姆·麦克埃罗伊度假回来南方公园，看到大家脸上都沾满了黑灰，看起来像涂了黑脸一样，他准备狠狠地揍他们一顿。

## 文化参照
当蛇开始失控时，男孩们演奏了《上帝离你更近》，这是对 1997 年电影《泰坦尼克号》的引用。

## 外部鏈接
- "去你的夏天" 南方公园工作室完整剧集
- 互联网电影数据库上去你的夏天的资料（英文）